# Aloe schimperi
Aloe schimperi é uma espécie de liliopsida do gênero Aloe, pertencente à família Asphodelaceae.